# Грибаны (Могилёвский район)
Грибаны́ (бел. Грыбаны) — деревня в составе Мостокского сельсовета Могилёвского района Могилёвской области Беларуси.

## Географическое положение
Находится в 18 км на северо-восток от Могилева и ж/д станции Луполово на линии Могилев — Кричев. Рельеф равнинный. На юге течет река Рудея (приток реки Реста). Транспортные связи по местной дороге и далее по шоссе E95.

## История

### В составе Речи Посполитой
Впервые упоминается в ВКЛ с 17 века. В 1635 г. сельцо (38 дворов) в Плещицком войтовстве Могилевской экономии Оршанского повета, государственная собственность.
В 1742 г. 29 дворов, корчма.

### В составе Российской империи
После первого раздела Речи Посполитой в 1772 г. перешло к Российской империи.
В 1847 г. в составе имения Любуж в Могилевском уезде, 27 дворов, 144 жителя, собственность помещика.
Согласно переписи 1897 г. в Ничипировичской волости Горецкого уезда Могилевской губернии, 34 двора, 241 житель. Имелись хлебозапасный магазин и питейный дом.
В 1900 г. построено помещение для школы. В 1909 г. 44 двора, 313 жителей.

### Новейшее время
С 26 апреля 1919 г. в Гомельской губернии РСФСР. На базе дореволюционной создана трудовая школа 1-й ступени, в которой в 1925 г. было 99 учеников.
С марта 1924 г. в БССР, с 20 августа 1924 г. в Мостокском сельсовете Луполовского района Могилевского округа (до 26 июля 1930), с 2 марта 1931 г. Могилевского района, с 20 февраля 1938 г. в Могилевской области.
В 1924 г. создана маслодельная артель. В 1929 г. организован колхоз «Красная победа». Работали школа, кузница.
В 1936 г. в 7-летней школе было 199 учеников, в их числе 56 пионеров, 5 комсомольцев, действовала библиотека. В школе обучались также дети из хуторов Грибаны, Круги, Петровичи. Всяги, Топоры.
В Великую Отечественную войну с июля 1941 г. до 27 июня 1944 г. оккупирована немецко-фашистскими, захватчиками. Во время освобождения села погибли 11 советских воинов, которые похоронены на деревенском кладбище. На фронте и в партизанских отрядах погибли 173 сельчанина.
В 1990 г. 122 хозяйства, 282 жителя, центр колхоза имени Ленина. В деревне располагались производственная бригада, ферма крупного рогатого скота, мельница, лесопилка, мастерские по ремонту сельхозтехники, работали магазин, клуб, библиотека, отделение связи, фельдшереско- акушерский пункт, 8-летняя школа, автоматическая телефонная станция, комплексный приемный пункт бытового обслуживания населения.
В 2007 г. центр СПК «Могилевский лянок», действовали комплекс детский сад — базовая школа, отделение связи, дом культуры, библиотека, фельдшерско-акушерский пункт.
Проект планировки и застройки разработан в 1978 г. в Белорусском научно-исследовательском и проектном институте градостроительства. Планировочно состоит из 4 прямолинейных улиц, ориентированных с юго-востока на северо-запад и соединённым переулками. Застроена двухстороннее, плотно традиционными деревянными домами усадебного типа. Производственный сектор на северной окраине.

## Известные уроженцы
Митрополит Пантелеимон (Кутовой) — архиерей Русской Православной Церкви на покое, бывший митрополит Красноярский и Ачинский.

## Население
- 1635 год — 38 дворов
- 1742 год — 29 дворов
- 1847 год — 27 дворов, 144 человек
- 1897 год — 34 двора, 241 человек
- 1909 год — 44 двора, 313 человек
- 1990 год — 122 хозяйства, 282 человек
- 1999 год — 333 человека
- 2010 год — 311 человек